# Eobrontosaurus
Eobrontosaurus („jitřní hromový ještěr“) byl rod velkého sauropodního dinosaura z čeledi Diplodocidae. Žil na území dnešní Severní Ameriky v období svrchní jury, asi před 156 až 150 miliony let. Tento sauropod byl zřejmě blízce příbuzný rodu Apatosaurus nebo snad Camarasaurus. Šlo o velmi masivního živočicha, jehož délka mohla dosáhnout asi 21 metrů a hmotnost přes 20 tun.

## Historie
Typový druh E. yahnahpin byl popsán v roce 1994 paleontology Fillou a Redmanem jako Apatosaurus yahnahpin podle části kostry se zachovaným hrudním košem. V roce 1998 však paleontolog Robert T. Bakker zjistil, že jde o sauropoda s poněkud primitivnějšími vývojovými znaky (dlouhá krční žebra, stavba lopatkového pletence) a stanovil nové rodové jméno Eobrontosaurus. Jméno je poctou již neplatnému, ale velmi oblíbenému názvu Brontosaurus. Je však pravděpodobné, že E. yahnahpin mohl být ve skutečnosti pouze jedincem kamarasaura.
Známým exemplářem je "Big Bertha" ("Velká Bertha"), mající podobu dobře zachované fosilní kostry přední končetiny.